# スペイン十字章
スペイン十字章(ドイツ語: Spanienkreuz)は、ナチス・ドイツの勲章。スペイン内戦にフランシスコ・フランコ率いるナショナリスト派側で参戦した者を対象に贈られた。

## 概要
1936年に勃発したスペイン内戦で、ドイツはフランシスコ・フランコ率いる右派を支援するためにドイツ国防軍から成る遠征軍・「コンドル軍団」を送り込んだ。
1939年4月14日に、スペインで奮闘したドイツ軍人を称えるためスペイン十字章を制定した。通常のドイツの勲章とは異なり、スペイン十字章は右胸ポケットに佩用する。

## 等級

### スペイン十字章銅章

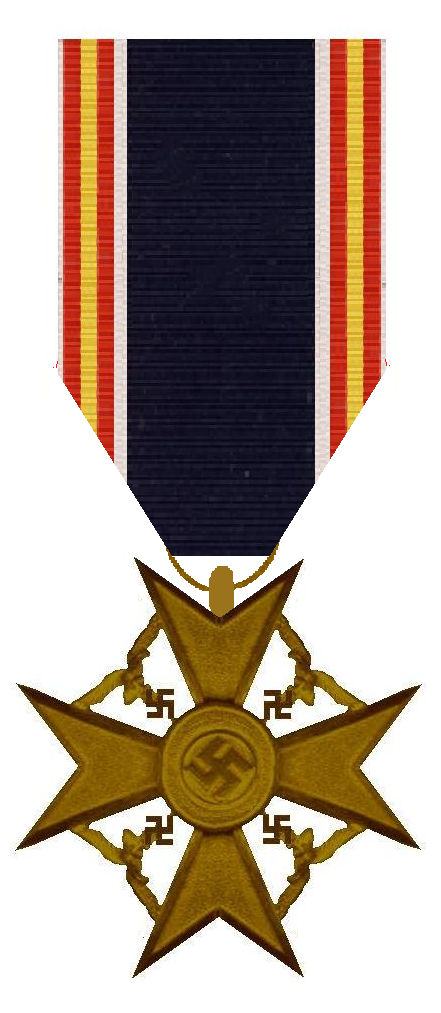
スペイン十字章銅章

- 非戦闘員でも3ヵ月以上スペインに滞在し、支援を行えば授与された
- 総受章者数7,869人

### 剣付スペイン十字章銅章
- 総受章者数8,462人

### スペイン十字章銀章
- 非戦闘員が軍功を上げた際に授与された
- 総受章者数327人

### 剣付スペイン十字章銀章

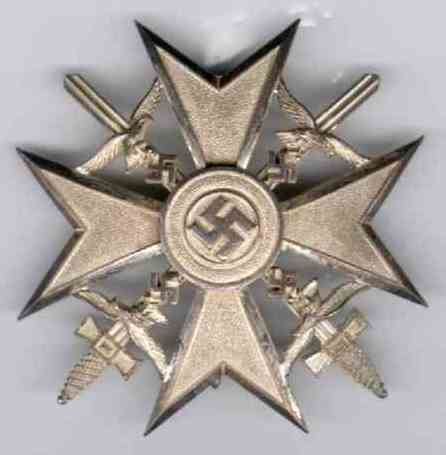
剣付スペイン十字章銀章

- 総受章者数8,304人

### 剣付スペイン十字章金章
- ルドルフ・ヘンネ（英語版）など総受章者数1,126人

### ダイヤモンド付スペイン十字章金章
- スペイン内戦で最も顕著な軍功を上げた者に授与された
- 総受章者数28人

### スペイン遺族名誉十字章
- スペインで戦死した兵士の遺族に授与された
- 総受章者数315人

## デザイン
マルタ十字の中心にハーケンクロイツが、四隅に国家鷲章が配置されている。剣付章の場合は鷲章の背後を通過するように2本付属する。